# 太田資功
太田 資功（おおた すけかつ）は、江戸時代後期の大名。遠江国掛川藩6代藩主。官位は従五位下・摂津守、備中守。掛川藩太田家10代。

## 略歴
5代藩主・太田資始の長男。幼名は新六郎。
天保12年（1841年）3月25日、12代将軍・徳川家慶に御目見する。同年6月10日、父・資始の隠居に伴い家督を継ぐ。同年12月16日、従五位下摂津守に叙任する。後に備中守に改める。弘化4年（1847年）5月26日、奏者番に就任する。嘉永2年（1849年）1月28日、寺社奉行見習を兼任する。嘉永3年9月1日、寺社奉行兼任となる。安政3年（1856年）9月18日、病気を理由にして寺社奉行を辞任する。
文久2年（1862年）正月14日、父に先立って36歳で死去し、跡を弟（資功の四男との説もある）で養嗣子の資美が継いだ。墓所は三島市の妙法華寺。

## 系譜
父母
- 太田資始（父）

正室
- 操 ー 青山忠良の娘

子女
- 太田清子 ー 板倉勝弼正室

養子
- 太田資美 ー 実弟もしくは四男